# Port lotniczy Santa Cruz del Quiche
Port lotniczy Santa Cruz del Quiche (Aeropuerto de Santa Cruz del Quiche) – port lotniczy zlokalizowany w mieście Santa Cruz del Quiche w Gwatemali.